# Carnival Phantasm
Carnival Phantasm (カーニバル・ファンタズム Kānibaru Fantazumu?, lit. Carnaval Fantasma) es una serie crossover de anime en formato OVA basada en el manga de Type-Moon Take-Moon (テイク・ムーン Teiku Mūn?) de Eri Takenashi, el autor de Kannagi: Crazy Shrine Maidens. La serie fue creada por Type-Moon para celebrar el décimo aniversario de la compañía y se enfoca en situaciones divertidas o absurdas que acontecen a varios personajes de las franquicias de Type-Moon, en su mayoría de Fate/stay night y Tsukihime. El 31 de diciembre del 2020 se confirmó una secuela titulada Fate/Grand Carnival donde en esta ocasión solo participarán personajes del videojuego de rol Fate/Grand Order con la misma temática de su predecesora, se anuncia que se emitirá en formato de ova entre el 2 de junio al 25 de agosto de 2021 dividida en 2 temporadas.

## Personajes

### Personajes de Fate/stay night y Fate/hollow ataraxia
Shirō Emiya (衛宮 士郎 Emiya Shirō?)
Seiyū: Noriaki Sugiyama
El principal héroe de Fate/stay night. Aparece en la mayoría de los segmentos de Fate/stay night en Carnival Phantasm.
Saber (セイバー Seibā?)
Seiyū: Ayako Kawasumi
Una de las principales heroínas de Fate/stay night. En Carnival Phantasm, ciertos aspectos de su personaje, como el aprecio a la buena comida, son considerablemente exagerados.
Rin Tōsaka (遠坂 凛 Tōsaka Rin?)
Seiyū: Kana Ueda
Una de las principales heroínas de Fate/stay night. En Carnival Phantasm, también aparece en su alter ego de magical girl, conocida como Kaleido Ruby.
Sakura Matō (間桐 桜 Matō Sakura?)
Seiyū: Noriko Shitaya
Una de las principales heroínas de Fate/stay night. En comparación con Fate/stay night, ella tiene un rol reducido, recibiendo solamente un episodio dedicado y dos apariciones menores.
Lancer (ランサー Ransā?)
Seiyū: Nobutoshi Canna
Un exaltado y orgulloso Servant de Kirei Kotomine y Bazett Fraga McRemitz. Uno de los gags recurrentes en Carnival Phantasm, es que Lancer, debido a su mala suerte, siempre morirá asesinado en cada episodio.
Gilgamesh (ギルガメッシュ Girugamesshu?)
Seiyū: Tomokazu Seki, Aya Endo (niño)
Un arrogante Servant quién siempre está mostrando su riqueza e interrumpiendo a otros, lo que genera molestia. Gilgamesh también hace una aparición como una versión más joven de sí mismo, como Servant de Caren Ortensia. A diferencia de su encarnación adulta, el joven Gilgamesh es más amable y respetuoso.

### Personajes de Tsukihime/Melty Blood
Shiki Tohno (遠野 志貴 Tōno Shiki?)
Seiyū: Kenji Nojima
El protagonista principal de Tsukihime. Él disfruta de la compañía de las chicas que están enamoradas de él, a diferencia de Shiro Emiya.
Arcueid Brunestud (アルクェイド・ブリュンスタッド Arukweido Buryunsutaddo?)
Seiyū: Ryōka Yuzuki
Una de las heroínas principales de Tsukihime. A diferencia del resto de los personajes, Arcueid no parece estar sorprendida con las cosas absurdas que ocurren en la serie. También protagoniza un segmento donde ella encarna a su alter ego de magical girl "Phantasmoon", donde se enfrenta a criaturas basadas en hongos.
Ciel (シエル Shieru?)
Seiyū: Kumi Sakuma
Una de las heroínas de Tsukihime. En la serie, su amor al curry es exagerado y está en constante fricción con Arcueid y Akiha debido a que estas también están enamoradas de Shiki.
Akiha Tohno (遠野 秋葉 Tōno Akiha?)
Seiyū: Hitomi
Una de las heroínas de Tsukihime. En la serie, su personalidad "tsundere" es exagerada, con su estado de enojo representado con su cabello tornándose rojo, en referencia su herencia demoníaca.

### Ahnenerbe Cafe
Neco Arc (遠野 秋葉?)
Seiyū: Ryōka Yuzuki
Un espíritu de gata antropomórfica que tiene un parecido con Arcueid y que trabaja como empleada de Ahnenerbe. Ella junto a los otros gatos sirven como anfitriones de la serie y comentan la historia del episodio, además de introducir los segmentos durante los interludios. En algunos episodios, ella hace otros roles aparte de ser la anfitriona.
Neco Arc Chaos (ネコアルク・カオス?)
Seiyū: Jōji Nakata
Un espíritu de gato antropomórfico que se parece a Nrvnqsr Chaos. Siempre anda fumando un cigarro.
Neco Arc Destiny (ネコアルク・ディスティニー?)
Seiyū: Atsuko Tanaka
Un espíritu de gata antropomórfica con cabello rosa. Ella es sensible y conversa regularmente con los demás de forma reservada.
Neco Arc Bubbles (ネコアルク・バブルス?)
Seiyū: Kumi Sakuma
Un espíritu de gata antropomórfica con cabello rubio. Ella balbucea y asiente con su cabeza como señal de afirmación a cualquier situación mientras lleva una gran sonrisa.
Neco Arc Evolution (ネコアルク・エボリューション?)
Seiyū: Kenji Nojima
Un espíritu de gato antropomórfico otaku. Es un fanático del cosplay y las magical girls. A pesar de no ser un empleado de Ahnenerbe, se lleva bien con el personal.

### Otros personajes
Grail-kun (聖杯くん Seihai-kun?)
Seiyū: Noriko Shitaya
Una criatura pejagosa gigante que es la encarnación de toda la maldad en el Santo Grial. Grail-kun es el anfitrión de su propio segmento, donde varios personajes le piden solución a ciertos problemas. Por su naturaleza, la solución de Grail-kun a todos los problemas es un cuchillo junto con un nombre que llama la atención y una sugerencia para cometer un acto de violencia.
Red Saber (赤セイバー Aka Seibā?)
Seiyū: Sakura Tange
La protagonista de Fate/Extra. Mientras es parecida físicamente a Saber de Fate/stay night, Red Saber es arrogante, orgullosa, y hace gala de su sexualidad, recalcando que su transparente vestido no muestra su entrepierna, si no que 'permite verla a otros deliberadamente'.

## Episodios
El anime es producido por los estudios Lerche y dirigida por Seiji Kishi, producido por Yūji Higa, escrito por Makoto Uezu y música de Yasuharu Takanashi. Los episodios fueron lanzados en temporadas, cada una constando de 4 episodios. La primera temporada se estrenó el 12 de agosto de 2011, la segunda temporada el 28 de octubre de 2011 y la tercera temporada el 31 de diciembre de 2011. Un episodio adicional titulado "Carnival Phantasm EX Season" fue lanzado junto con la versión general del manga Take-Moon en 26 de noviembre de 2011.
El tema de apertura del anime es "Super Affection" (すーぱー☆あふぇくしょん) por Minami Kuribayashi, Miyuki Hashimoto, Faylan, Aki Misato, Yozuca* y Rino y el tema de cierre es  "Fellows" por Masaaki Endou.

### Lista de episodios
| N.º | Título | Fecha de lanzamiento original |
| --- | --- | ----------------------------- |
| 01 | «El 5.º Gran Conflicto de los Magos: La Guerra del Santo Grial» «Dai-go-ji Majutsushi Dai-gekitosu Chikichiki Seihai Sensō» (第5次魔術師大激突チキチキ聖杯戦争) | 12 de agosto de 2011          |
| La Guerra del Santo Grial es reducida a un absurdo programa de concursos. | |                               |
| 02 | «Badump! Melty Blood» «Doki Meruti Buraddo» (ドキッ☆メルティブラッド)                                                                                           | 12 de agosto de 2011          |
| El elenco femenino de Tsukihime se involucra en un juego de voleibol de playa que se vuelve violento. | |                               |
| 03 | «Es un Sueño en Todas Partes» «Dokodemo Hinata no Yume» (どこでもヒナタノユメ)                                                                                  | 12 de agosto de 2011          |
| Arcueid decide entrar en la escuela con el fin de estar más cerca de Shiki. También Ilya crea travesuras usando su magia. | |                               |
| 04 | «Doki! Super Plan de Cita» «Dokidoki Dēto Dai-sakusen» (ドキドキデート大作戦)                                                                                   | 12 de agosto de 2011          |
| Los principales protagonistas de Fate/stay night y Tsukihime se encuentran y discuten sus problemas para saber cómo se puede lograr salir con todas las heroínas de sus respectivos juegos en el mismo día. Además, Shirou le pide a Rin que grabe un programa de televisión, pero la tarea se complica demasiado para ella.    | |                               |
| 05 | «La Primera Misión de Berserker» «Bāsākā Hajimete no Otsukai» (バーサーカー はじめてのおつかい)                                                                 | 28 de octubre de 2011         |
| Cuando es enviado por un encargo para su Master, Berserker, sin darse cuenta, termina la Guerra del Santo Grial. | |                               |
| 06 | «Type-Moon Telenovela de Sakura» «Katasuki Renzoku Terebi Shōsetsu Sakura» (型月連続テレビ小説 さくら)                                                          | 28 de octubre de 2011         |
| Un episodio estilizado como telenovela en la cual Rider intenta proteger a Sakura de su malévolo hermano. | |                               |
| 07 | «Un Regalo de Expertos» «Tsū na Okurimono» (通な贈り物) | 28 de octubre de 2011         |
| Arcueid intenta cocinar okonomiyaki para Shiki. Además, Caster de Fate/stay night, protagoniza una historia en la que ella es representada como una otaku oculta. | |                               |
| 08 | «Saber en el trabajo» «Hataraku Seibā» (はたらくセイバー) | 28 de octubre de 2011         |
| Saber obtiene un empleo trabajando para Ahnenerbe, pero en su primer día la situación casi inmediatamente se vuelve caótica. | |                               |
| Special | «Castillo de Ilya» «Iriya Jō» (イリヤ城) | 28 de octubre de 2011         |
| En un gameplay del minijuego Fate/hollow ataraxia, Ilya's Castle, los actores de doblaje de Fate/stay night proporcionan un comentario gracioso en vivo de los personajes. | |                               |
| EX season | | 26 de noviembre de 2011       |
| Caren Ortensia intenta controlar el mundo utilizando dinero con variantes grados de éxito, Phantasmoon recibe una adaptación fílmica de su serie y Shiki tiene un romance que dura años. | |                               |
| 09 | «Carrera del Santo grial» «Seihai Granprix» (聖杯の Granprix)                                                                                                   | 31 de diciembre de 2011       |
| Los Masters y Servants compiten en una carrera automovilística para ganar el Santo Grial. | |                               |
| 11 | «Final Dead Lancer» | 31 de diciembre de 2011       |
| Lancer es advertido por Grail-kun sobre su inminente muerte dentro de la continuidad de Carnival Phantasm. | |                               |
| 12 | «Doki! Super Plan de Cita - Respuesta» «Dokidoki Dēto Dai-sakusen - Kotae» (ドキドキデート大作戦 - 答え)                                                        | 31 de diciembre de 2011       |
| Continuación del cuarto episodio. Shiki y Shirou intentan simultáneamente hacer una cita con sus respectivas heroínas en un solo día con resultados desastrosos. El Ahnenerbe realiza una fiesta para celebrar el final de la serie, e incluye varios personajes que no habían aparecido de otras series y juegos de Type-Moon. | |                               |
| - | «Fate/Prototype» | 31 de diciembre de 2011       |
| Fate/Prototype es una versión de Fate/stay night que sigue a Ayaka Sajou y una versión masculina de Saber. | |                               |